# SN 2003lm
SN 2003lm – supernowa typu Ia odkryta 15 grudnia 2003 roku w galaktyce A232425-0845. W momencie odkrycia miała maksymalną jasność 22,50m.